# Anarquismo colectivista

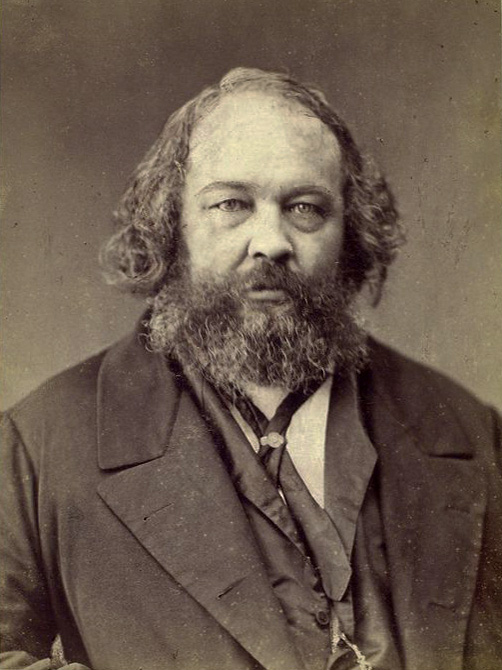
Mijaíl Bakunin, defensor más conocido del anarcocolectivismo.

El anarquismo colectivista, anarcocolectivismo o colectivismo anarquista es un tipo de anarcosocialismo que propone, a través de una revolución social antiestatal, una sociedad basada en colectivos de trabajadores dueños de sus propios medios de producción y en una distribución del producto del trabajo guiada por el principio socialista de «a cada cual según su aporte». Bajo este modelo el Estado se reemplazaría por un orden federativo popular de abajo hacia arriba fundamentado en la unión libre de productores y en una «administración simple de asuntos comunes». Por otra parte, aunque el anarcocolectivismo admite al mercado, llama a los productores a organizarse en grandes federaciones para cooperar mutuamente y planificar la producción y la distribución. Entre sus defensores están, entre otros, Mijaíl Bakunin —quien enunció sus principios—, James Guillaume, Luigi Fabbri, Anselmo Lorenzo y Ricardo Mella.
Mijaíl Bakunin consideraba que el anarcocolectivismo era «proudhonismo [mutualismo], desarrollado extensamente y llevado a sus últimas conclusiones». Sin embargo, a diferencia del mutualismo, el anarcocolectivismo hace menos énfasis en generar cambios en el mercado y más énfasis en la revolución. A su vez, se diferencia principalmente con el anarcocomunismo en que este último defiende el principio de «a cada cual según sus necesidades». A veces se compara al anarcocolectivismo como un punto medio entre mutualismo y anarcocomunismo.
Por otro lado, historiográficamente, después del predominio del mutualismo en el anarquismo, el anarcocolectivismo se convirtió en el modelo más influyente de este movimiento y fue adoptado, en general, por el ala antiautoritaria o federalista de la Primera Internacional. Más tarde, sin embargo, el anarcocomunismo tomaría su lugar dentro del movimiento anarquista. No obstante, siguieron existiendo fuertes discusiones entre distintas corrientes libertarias —aunque principalmente entre anarcocolectivistas y anarcocomunistas, quienes dominaban el panorama anarquista— que finalmente convergieron y dieron origen al plural anarquismo sin adjetivos.

## Teoría
Según KJ Kenafick, dos pensadores importantes en el pensamiento de Bakunin fueron Karl Marx y Pierre-Joseph Proudhon. Del primero extrajo sobre todo ciertas nociones económicas y lo que más adelante se llamaría materialismo histórico, mientras que del segundo se inspiraría sobre todo de sus nociones políticas libertarias.
De acuerdo con Paul Eltzbacher, «la enseñanza de Bakunin sobre la ley, el Estado y la propiedad encuentra su expresión especialmente en la Proposition motivée au comité central de la Ligue de la paix et de la liberté —conocido también como Federalismo, socialismo y antiteologismo— ofrecida por él en 1868; en los principios de la Alianza Internacional de la Democracia Socialista, redactados por él en 1868; y en su trabajo Dios y el Estado (1871)».
Por otra parte, Daniel Guérin señala que La familia internacional, el Catecismo revolucionario y el Catecismo nacional son «los escritos menos conocidos y más importantes de Bakunin», mientras que Hanns-Erich Kaminski los declara como «la base espiritual de todo el movimiento anarquista».

### Economía
Los anarcocolectivistas plantean un orden económico basado en la propiedad colectiva de los medios de producción, la cual sería administrada autónomamente por sus propios trabajadores. Los anarcocolectivistas defienden que la libertad requiere condiciones económicas de igualdad consagrada por la socialización de la propiedad, ya que, según ellos, «la anarquía es imposible sin condiciones previas de igualdad».
Por otra parte, el producto del trabajo sería repartido bajo el principio socialista de «a cada cual según su aporte», en lugar del principio comunista de «a cada cual según sus necesidades». Bajo el anarcocolectivismo cada grupo establecería por acuerdo la retribución por el trabajo. Además, se enfatiza desde el anarcocolectivismo que cada individuo tiene derecho a disponer del fruto de su propio trabajo. Por otra parte, bajo esta teoría se considera que los trabajadores especializados (como ingenieros y científicos) realizan un trabajo compuesto que les da derecho a mayor remuneración.
Aunque el anarcocolectivismo admite el mercado, incentiva a los productores a organizarse libremente en federaciones donde unan sus fuerzas para cooperar mutuamente y también para planificar y regular de manera descentralizada y voluntaria la producción y la distribución. Además, según Bakunin, esta federación económica tendría implicaciones internacionales, «con datos amplios, precisos y detallados proporcionados por la estadística mundial».
Asimismo, según Paul Eltzbacher, Bakunin piensa que hay «llegar en breve a la desaparición, no en realidad de la propiedad, sino de la forma presente de la propiedad, la propiedad privada ilimitada», la cual Bakunin dice que es «a la vez la consecuencia y la base del Estado».
Por otra parte, si bien Bakunin reconocía que las cooperativas de producción ayudan a que los trabajadores se habitúen a organizarse, a dirigir por sí mismos la producción y dan inicio a la acción colectiva, él opinaba que estas serían insuficientes dentro de la sociedad capitalista y por ello incitaba a «ocuparse más de huelgas que de cooperativas».
Sobre la libertad de mercado, Bakunin expresó lo siguiente: 

La libertad de la industria y del comercio es ciertamente una gran cosa y uno de los fundamentos esenciales de la futura Alianza Internacional de todos los pueblos del mundo. Amigos de la libertad a todo precio, de todas las libertades, debemos serIo igualmente de ésta. Pero por otra parte debemos reconocer que en tanto que existan los Estados actuales y en tanto que el trabajo continúe siendo el siervo de la propiedad y del Capital, esa libertad, al enriquecer a una mínima porción de la burguesía en detrimento de la inmensa mayoría del pueblo, no producirá más que un solo bien: el de enervar y desmoralizar más completamente al pequeño número de los privilegiados, el de aumentar la miseria, los agravios y la justa indignación de las masas obreras, y por eso mismo el de acercar la hora de la destrucción de los Estados.
Mijaíl Bakunin

Asimismo, aunque el anarcocolectivismo no rechaza la producción a pequeña escala, se prefiere la gran escala como Bakunin lo expresa al contraponer lo que llama «centralización económica» contra «centralización política»:

Se dirá, que la centralización económica no puede ser obtenida más que por la centralización política, que la una implica la otra, que son necesarias y bienhechoras ambas en el mismo grado. Absolutamente no. La centralización económica, condición esencial de la civilización, crea la libertad; pero la centralización política la mata, destruyendo en beneficio de los gobernantes y de las clases gobernantes la vida propia y la acción espontanea de las poblaciones.
Mijaíl Bakunin

En este sentido, Daniel Guérin asegura que el «anarquismo constructivo» —representado en «su expresión más completa» en Bakunin— se apoya en la «gran industria moderna, en la técnica moderna, en el proletariado moderno, en un internacionalismo de alcances mundiales».

### Política
En lugar de la conquista del Estado, como preconizan los socialistas de Estado, los anarcocolectivistas defienden la abolición de este a través de la revolución social para reemplazarlo por un orden federativo popular de abajo hacia arriba fundamentado en la unión libre de productores y en una «administración simple de asuntos comunes». Este orden federativo se organizaría libremente en distintos niveles: local, comunal, regional, nacional, internacional y, por último, mundial. Igualmente siempre se enfatiza en el libre funcionamiento de las colectividades. Para Bakunin «cada nación, cada provincia y cada comuna tiene el derecho ilimitado de completar la independencia [secesionismo], siempre que su constitución interna no amenace la independencia y la libertad de los territorios colindantes».
Por otro lado, para Bakunin, la libertad individual está ligada a la libertad de los demás: «Cuanto más hombres libres me rodean, y cuanto más profunda y amplia es su libertad, tanto más profunda, más amplia y más poderosa es mi libertad. Por otro lado, cada esclavización de hombres es al mismo tiempo una limitación de mi libertad, o, lo que es lo mismo, una negación de mi existencia humana por su bestial existencia».
Al mismo tiempo, Bakunin afirma que el Estado deprava a los que gobiernan: «Es característico del privilegio, y de cada posición privilegiada, que envenenan las mentes y los corazones de los hombres. Aquel que es política o económicamente privilegiado tiene su mente y corazón depravados».
Bakunin también señala la relación entre la centralización y la guerra: «Los Estados poderosos solo pueden mantenerse a sí mismos mediante el crimen, los pequeños Estados son virtuosos solo por la debilidad». Y completa: «Aborrecemos la monarquía con todos nuestros corazones, pero al mismo tiempo estamos convencidos de que una gran república también, con ejército, burocracia y centralización política, hará un negocio de conquista y opresión en su interior, y será incapaz de hacerlo, de garantizar la felicidad y la libertad a sus súbditos, incluso si los llama ciudadanos».

### Revolución
La revolución es uno de los aspectos más resaltantes de la doctrina anarcocolectivista. Bajo la revolución social se busca reemplazar las «instituciones de desigualdad» por la igualdad económica y social, además, niega que esta pueda ser realizada por individuos particulares o sociedades secretas, sino que debe ser hecha por la misma población y que depende más de las circunstancias. Además, Bakunin señala que esta no debe ser una suerte de venganza contra ciertas personas, sino que debe ser enfocada contra las relaciones y las cosas. Por otra parte, Bakunin asegura que para que la revolución tenga éxito debe internacionalizarse rápidamente. En esto último asegura lo siguiente: «Estamos profundamente convencidos de que, si la libertad de todas las naciones es indivisible, las revoluciones nacionales deben ser internacionales en su alcance. Así como la reacción europea y mundial está unificada, ya no debe haber revoluciones aisladas, sino revoluciones universales».
Por otro lado, los anarcocolectivistas sostienen que para poder hacer la revolución deben generar conciencia en la población, la cual estaría manipulada por el aparato ideológico de la clase dominante.

## Historia
De acuerdo con George Woodcock, el anarcocolectivismo fue desarrollado por Mijaíl Bakunin desde 1864 cuando formaba las primeras organizaciones internacionales libertarias como la Hermandad Internacional y la Alianza Internacional de la Democracia Socialista. Más tarde, el III Congreso de Bruselas (Bélgica) de 1868 de la Primera Internacional marca la transición del entonces predominante mutualismo hacia el anarcocolectivismo dentro del ala antiautoritaria de esta organización. La anarcocolectivista Federación del Jura se convertiría en la más importante fracción libertaria de la Internacional. Luego, en el Congreso de La Haya de 1872, sus seguidores y otros antiautoritarios fueron expulsados de la Primera Internacional por las discrepancias de Bakunin con Karl Marx a la hora de afrontar los problemas del proletariado. Una semana después la Federación del Jura llama a un congreso en Saint-Imier (Suiza) donde formaron su propia Internacional y sellan un pacto de solidaridad entre los distintos grupos basado en dos principios: la autonomía y el federalismo.
También fueron excluidos de la Cuarta Internacional por la necesidad de la estructura estatal en las ideas de León Trotski de la dictadura del proletariado. Las ideas de Bakunin en contra del Estado y la necesidad de la acción directa forjaron esas discrepancias con la consiguiente creación del anarquismo militante como movimiento obrero internacional organizado. El anarcosindicalismo será luego la forma de llevar a cabo varias de estas ideas en un modelo pragmático.
El 4 de mayo de 1886 ocurre la masacre de Haymarket, las víctimas fueron los ahora conocidos Mártires de Chicago, quienes eran de la tendencia anarcocolectivista. Posteriormente este hecho dio lugar al Día Internacional de los Trabajadores.
El máximo representante del anarcocolectivismo en España fue Ricardo Mella. En 1888 funda en Sevilla La Solidaridad, donde difunde este pensamiento. Más tarde su pensamiento evolucionaría simpatizando con el pensamiento colectivista-mutualista de Dyer Lum y, posteriormente, acepta el anarquismo sin adjetivos.
En 1892, tras los sucesos de La Mano Negra, tuvo lugar en la Jerez de la Frontera una insurrección campesina bakuninista sin éxito.
En España el anarcocolectivismo fue la filosofía libertaria dominante hasta la década de 1930. Aunque el movimiento libertario español se había pronunciado mayoritariamente a favor del comunismo libertario, el alzamiento franquista de 1936 provocó el nacimiento movimiento revolucionario del 19 de julio donde ejerció en la práctica, sobre todo, el colectivismo económico.
Más recientemente, Keith Preston, quien se considera a sí mismo como un anarcosocialista en la tradición bakuninista, combina los análisis y propuestas de Bakunin (como la revolución, la expropiación, la autogestión, la federación y su crítica al socialismo de Estado) con teorías del anarquismo de mercado (sobre todo de su vertiente anticapitalista). Preston defiende que el mercado liberado de los privilegios otorgados por el Estado sería útil para la emancipación de los trabajadores: crédito barato y fácil emprendimiento. Por otra parte, sostiene que el anarcocolectivismo podría coexistir con ciertas formas de propiedad privada sobre los medios de producción que tomarían, sin los privilegios, una estructura interna más tendiente hacia la cogestión-autogestión.

## Discusiones con los comunistas libertarios
La discusión entre anarquistas colectivistas y comunistas libertarios tuvo lugar principalmente a finales del siglo XIX. Las dos grandes diferencias con el comunismo libertario son:
1. Los comunistas libertarios defienden la consigna «de cada uno según su capacidad, a cada uno según su necesidad», lo cual choca con los colectivistas que proponen la retribución según el mérito.
2. Los comunistas libertarios proponen que la federación de estas asociaciones gestione la economía de forma democrática, que recauden lo producido y luego lo redistribuya según las necesidades de los individuos. Además, esta confederación fijaría determinadas pautas sobre la forma de producción y de trabajo. Los anarquistas colectivistas, en cambio, propone dar mayor autonomía a las asociaciones.[cita requerida]

Ante estas discusiones, la mayoría de anarquistas, viendo que les conducía a un callejón sin salida, optaron por denominarse «anarquistas sin adjetivos»: optaron por la síntesis y tendieron a converger en la lucha.
Sin embargo, según Daniel Guérin, «en un programa que redactó hacia 1884 para una vaga Internacional anarquista, Malatesta reconocía que el comunismo sólo era inmediatamente realizable en sectores muy restringidos y que, “para el resto”, sería necesario aceptar “transitoriamente” el colectivismo».

## Libertarios colectivistas
Algunos anarcocolectivistas:
- Adhémar Schwitzguébel
- Adolph Fischer
- Albert Richard Parsons
- Anselmo Lorenzo
- August Spies
- Elisée Reclus
- George Engel
- James Guillaume
- Keith Preston
- Mijaíl Bakunin
- Ricardo Mella